# Liopholidophis varius
Liopholidophis varius är en ormart som beskrevs av Fischer 1884. Liopholidophis varius ingår i släktet Liopholidophis och familjen snokar.
Artens utbredningsområde är Madagaskar. Denna orm har flera mindre och från varandra skilda populationer på öns nordöstra del. Den vistas i bergstrakter mellan 900 och 1000 meter över havet. Arten lever i fuktiga skogar och den besöker ibland risodlingar. Den undviker intensiv brukade regioner.
Delar av utbredningsområdet omvandlas till odlingsmark. Denna förändring har troligtvis negativ påverkan. Ormen har bra anpassningsförmåga. IUCN kategoriserar arten globalt som livskraftig.
Inga underarter finns listade i Catalogue of Life.